# Marija Juračić
Marija Juračić (Osijek, 1964.) hrvatska je književnica i urednica. 

## Životopis
Rođena je u Osijeku. U Zadru je završila gimnaziju i Filozofski fakultet, a zatim se preselila Rijeku gdje radi u jednoj srednjoj školi kao profesorica hrvatskog jezika i književnosti. Već petu godinu vodi Portal za objavu poezije “Očaravanje” koji je mnogim pjesnicima pomogao objaviti njihove prve zbirke. Portal nosi moto: “Poezija jest očaravanje, ona je čaroban svijet mašte i razmišljanja, otvaranje duše novim svjetovima.” i 2012. je nominiran za izbor najboljih web-portala u oblasti “Znanost, obrazovanje, kultura”.

## Književni rad
Pjesme i kratke priče Marije Juračić objavljene su u mnogim zbornicima i časopisima. Urednica je dvadesetak poetskih zbirki i romana. Piše recenzije objavljene u raznim novinama, a posljednja je “Preskočeni pejzaž” za izložbu slikara Marina Bobana i pjesnikinje Nade Topić, u okviru Solinskog kulturnog ljeta.
Njen kritički osvrt “Sestrica s jezera” Gorana Tribusona ušao je u izbor za ZiN nagradu, a kratka priča “Plovidba” objavljena je u Večernjem listu, u okviru Večernjakovog natječaja za kratku priču “Ranko Marinković”.
Juračić je objavila nekoliko zbirki pjesama i romana, od kojih su “Ljubav u Pompejima” i “Una” prevedeni na njemački jezik i objavljeni u ediciji Rediroma Verlag i na Amazonu. Posljednji roman “Dronovi, furešti, ubojstvo” u rujnu 2017. našao se na 26. od 50 mjesta na top listama hrvatskog romana.
Marija Juračić piše članke o jeziku, kritičke osvrte i eseje za nekoliko časopisa i književnih portala, a surađuje i s crnogorskim časopisom i portalom za kulturu, književnost i društvene teme “Avlija”. U “Hrvatskom glasu Berlin” ima svoju stalnu rubriku za objavu humoreski “Iz druge perspektive”. Eseje na temu japanske kulture i umjetnosti objavila je u srpskom časopisu Alia Mundi za kulturnu raznolikost. Sarađuje i sa srpskim elektronskim književnim časopisom Enheduana.
Godine 2019. je s profesorom Zoranom Hercigonjom pokrenula časopis za kulturu, umjetnost i društvene teme „Diskurs“.
Vodi Portal za objavu poezije “Očaravanje” koji ima za cilj promoviranje književne riječi, pa je u tu svrhu uredništvo portala pro bono uredilo knjige dvadesetak autora i objavilo zajedničke, tiskane zbirke poezije:
* Pomaknuti haiku - 2012.
* Umreženi snovi -   2013.
* Čuvari riječi - 2015.
* U srcu gazele ( Prvi hrvatski zbornik gazela) - 2019.
* Zlatna kočija stihova na putu za Očaravanje  -  u suradnji s fb grupom pjesnika „Zlatna kočija stihova“ - 2018.

## Djela
Poezija
* Stope u pijesku - 2013. 
* Pisci, ljubav i ostale trice - 2013. 
* Vlad i bijela draga - 1917
Romani
* Tara -   2013.
* Toma – 2013.
* Ljubav u Pompejima 2014.  (Roman je preveden na njemački jezik 2015.)
* Buga – 2014.
* Una – 2014. (Roman je 2016. preveden na njemački jezik.)
* Jedne zime u Hrastovu – 2015. 
* Zona - 2016.
* Dronovi, furešti, ubojstvo – 2017.
* Mutno more – 2018.

## Nagrade i priznanja
* Humoreska "Nema zime" – na XVI. međunarodnom konkursu humora i satire Kluba umjetničkih duša 2018.  osvaja prvo mjesto.
* Humoreska "Daš im prst, a oni..."  na XVII. međunarodnom konkursu humora i satire Kluba umjetničkih duša 2019.  osvaja prvo mjesto.
* Priče "Plovidba" i „Ljepota grafita“  konkuriraju u Večernjem listu 2016. i  2017. godine za nagradu "Ranko Marinković".
* Priča "Krajem ljeta" 2017. nominirana je za nagradu "Zvona i nari".
*.Kritički osvrt "Sestrica s jezera" 2017. nominiran je za nagradu ZiN Daily.
* Sonet "Nepomično more" pohvaljen je 2017. na Petrarca Festu, festivalu poezije u čast oca soneta F. Petrarce.
* Haikui "Prašina druma" "U maloj lokvi" "Taj cvijet raste", na II. internacionalnom festivalu "Radmila Bogojević" dobili su 2018. Specijalnu nagradu žirija.
*."Mala svjetla u tmini" - priča na temu holokausta, na natječaju časopisa "Književne vertikale" 2019. s još dva autora ravnopravno dijeli drugo mjesto. 
* Haiku agenda 2019. je  pobjednička fotografija odabrana za naslovnicu - Die Haiku-Agenda 2019. der Deutschen Haiku-Gesellschaft. 
* Komedija "Patrioti"  na natječaj Hrvatskog sabora kulture 2019. osvaja prvo mjesto i plaketu "Kalman Mesarić".

## Vanjske povezice
Književnost.hr
Hrvatski glas Berlin  Arhivirana inačica izvorne stranice od 2. prosinca 2019. (Wayback Machine)
Portal Avlija
Radiodux.me
Alia Mundi magazin  Arhivirana inačica izvorne stranice od 16. prosinca 2019. (Wayback Machine)
Časopis Enheduana
[neaktivna poveznica]